# Cervera de Buitrago
Cervera de Buitrago là một đô thị trong Cộng đồng Madrid, Tây Ban Nha. Đô thị này có diện tích 12,02 km², dân số theo điều tra năm 2010 của Viện thống kê quốc gia Tây Ban Nha là 181 người. Đô thị này nằm ở khu vực có độ cao 919 mét trên mực nước biển.

## Biến động dân số
| 1991 | 1996 | 2001 | 2004 | 2008 |
| ---- | ---- | ---- | ---- | ---- |
| 73   | 97   | 88   | 128  | 142  |